# Festival de Powder Ridge
Le Festival de Powder Ridge est un festival hippie interdit par les autorités qui a pourtant eu lieu du 31 juillet au 2 août 1970 à la station de ski de Powder Ridge, dans la commune de Middlefield, dans le comté de Middlesex au Connecticut (États-Unis). Bien qu'après les interdictions les musiciens ont tous annulé leur participation (à l'exception de quelques-uns dont Melanie), environ 30 000 personnes se sont rassemblées sur place. Les médias ont surtout parlé de problèmes de drogues pendant le rassemblement.

## Programmation initiale
Les billets étaient vendus par courrier à 20 $ pour tout le week-end. Après l'annulation, les billets ne seront jamais remboursés.
- Vendredi 31 juillet : Eric Burdon and War, Sly and the Family Stone, Delaney & Bonnie, Fleetwood Mac, Melanie, Mountain, J.F. Murphy and Free Flowing Salt, Allan Nichols, James Taylor
- Samedi 1er août: Joe Cocker, Allman Brothers, Cactus, Little Richard, Van Morrison, Rhinoceros, Ten Wheel Drive, Jethro Tull, Tony Williams Lifetime, Zephyr
- Dimanche 2 août : Janis Joplin, Chuck Berry, Bloodrock, Savoy Brown, Chicken Shack, Grand Funk Railroad, Richie Havens, John B. Sebastian, Spirit, Ten Years After[1]

Il était aussi prévu que Led Zeppelin chante au festival.

## Interdiction
Un an après Woodstock, une partie des 4 000 habitants de Middlefield ont eu peur que leur village soit envahi par des embouteillages, les festivaliers de la contre-culture et leur usage de drogues, et vont au tribunal pour essayer d'empêcher la tenue du festival. Après avoir refusé trois fois leur demande, le juge Aaron J. Palmer annonce l'interdiction du festival le lundi 27 juillet, soit quatre jours avant le lancement.

« Il n'y avait pas de place pour un festival rock dans une communauté qui était fière de ses trois vétérans de la guerre du Viêt Nam, de sa troupe de girl scouts et de sa réputation de ville à la tradition morale décente et à l'ambiance américaine saine où les jeunes pouvaient devenir des adultes respectables. »

— Robert Santelli
Les organisateurs ont continué à annoncer que le festival aurait lieu, malgré les appels des propriétaires de la station de ski. Les organisateurs ont tenté de trouver un compromis, en limitant le nombre de festivaliers à 20 000 au lieu des 100 000 attendus. Mais le juge reste inflexible et commissionne un avocat, Vincent J. Scamporino pour faire respecter la loi. Ce dernier déclare « Nous ne voulons pas créer de problèmes mais dans le même temps l'interdiction doit être respectée et observée. ». Des panneaux indiquant la décision de la cour de justice sont postés sur toutes les routes desservant le site du festival et la police fait des barrages avec la consigne de ne laisser passer que les riverains.

## Afflux des festivaliers

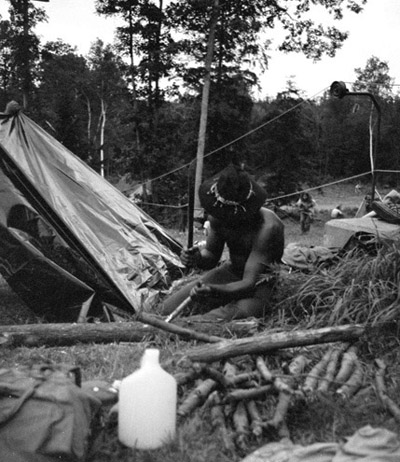
Un festivalier préparant un feu à côté de sa tente sur le site de Powder Ridge

Malgré les barrages de police, approximativement 30 000 festivaliers affluent sur le site,. La plupart des groupes de musique renoncent cependant à venir. La chanteuse Melanie sera la seule grande star à venir.

« Ils disaient que tous les artistes qui se pointeraient seraient arrêtés et envoyés en prison pour une peine de dix ans. Je me suis dit qu'ils ne peuvent pas arrêter des chanteurs parce que c'est ridicule. Tu sais, ils vont pas faire ça, et ce que j'ai fait, j'y suis... tout le monde disait de ne pas y aller : c'est dangereux et tu devrais pas le faire parce que tu vas te faire arrêter et en prendre pour dix ans. Moi ? En taule ? C'était pas possible. Alors je me suis infiltrée clandestinement — vu que moi, en tant que chanteuse, il me laisserait pas passer — j'ai changé de coiffure, j'ai planqué ma guitare dans le coffre et je suis passée avec l'équipe de presse WINS ; j'étais dans leur limousine. Ils savaient tous qu'ils transportaient une réfugiée. »

— Melanie
Des groupes locaux ont réussi à passer les barrages, comme The Mustard Family, qui ont amené leurs équipements et leurs instruments de nuit par des petites routes et des chemins détournés. D'autres, comme le groupe new-yorkais Haystacks Balboa qui devaient ouvrir le festival le jeudi soir ont été bloqués par la police. Leur équipement a été réquisitionné par les forces de l'ordre et ils se sont réunis dans un café local en attendant qu'on leur donne l'autorisation de passer. Finalement, après de longues négociations, leur manager leur a intimé de rentrer chez eux et d'annuler le spectacle, ce à quoi ils ont obéi.

## Le rassemblement
Confronté à l'absence des groupes qu'ils voulaient voir, le public lui-même s'est chargé des représentations. 200 personnes se sont réunies pour chanter et faire de la musique avec tout ce qu'ils avaient à portée de mains, comme des bâtons, des boîtes de conserve, des chaussures, des bouteilles, des tambourins, des bongos, des harmonicas et des flûtes. Une femme dans le public témoigne « Ce qu'il y a de mieux ici ce n'est pas la musique, ni le festival tel que c'est considéré par les gens, mais la coopération, l'échange de nourriture, toute l'idée du vivre ensemble ».
Conformément aux inquiétudes de certains riverains, la drogue a beaucoup circulé pendant le rassemblement, aussi du fait du désœuvrement des festivaliers gagnés par l'ennui. Le docteur William Abruzzi, qui était déjà à Woodstock, a dû traiter de nombreux cas de mauvais trips d'acide. Il déclara qu'à côté de Woodstock où il y avait surtout du cannabis, Powder Ridge était le festival des drogues hallucinogènes, comme le LSD, la mescaline et autres. Plusieurs jeunes ont été arrêtés pour consommation de stupéfiant après le festival.
Le comédien Lewis Black raconte dans son autobiographie Nothing's Sacred sa présence sur le site où un membre des Black Panthers a fait un discours enflammé pendant le festival, qui a coïncidé avec un orage. Black suppose que sous l'effet des drogues hallucinogènes, certains ont cru que l'orage était provoqué par le Black Panther, et que de nombreux bad trips en ont résulté.
Les expériences sexuelles en public ont eu aussi cours pendant le rassemblement.

« Une de scènes les plus sensass, racontées par plusieurs témoins, s'est produite dans un bosquet près de quelques habitations. Un garçon et une fille, tous les deux nus et arrivant de différentes directions, se sont rencontrés sous les arbres. Ils se sont spontanément enlacés. Ensuite, elle s'est mise à genoux, il l'a prise par derrière, et après qu'il eut atteint l'orgasme, ils se sont séparés, apparemment sans échanger un seul mot. »

— William Manchester

## Filmographie
- Perché pagare per essere felici, téléfilm documentaire italien de Marco Ferreri diffusé en 1971. Il documente le festival ainsi que les mouvements hippie nord-américains dans leur ensemble ces années-là.